# Montemaggiore Belsito
Montemaggiore Belsito is een gemeente in de Italiaanse provincie Palermo (regio Sicilië) en telt 3806 inwoners (31-12-2004). De oppervlakte bedraagt 31,8 km², de bevolkingsdichtheid is 120 inwoners per km².

## Demografie
Montemaggiore Belsito telt ongeveer 1414 huishoudens. Het aantal inwoners daalde in de periode 1991-2001 met 10,3% volgens cijfers uit de tienjaarlijkse volkstellingen van ISTAT.
| Jaar | Inwoneraantal |
| ---- | ------------- |
| 1991 | 4312          |
| 2001 | 3866          |

## Geografie
Montemaggiore Belsito grenst aan de volgende gemeenten: Alia, Aliminusa, Caccamo, Sclafani Bagni.

## Geboren
- Mercurio Maria Teresi (1742-1805), aartsbisschop van Monreale, eerbiedwaardig verklaard in de Roomse Kerk

Alia · Alimena · Aliminusa · Altavilla Milicia · Altofonte · Bagheria · Balestrate · Baucina · Belmonte Mezzagno · Bisacquino · Blufi · Bolognetta · Bompietro · Borgetto · Caccamo · Caltavuturo · Campofelice di Fitalia · Campofelice di Roccella · Campofiorito · Camporeale · Capaci · Carini · Castelbuono · Casteldaccia · Castellana Sicula · Castronovo di Sicilia · Cefalà Diana · Cefalù · Cerda · Chiusa Sclafani · Ciminna · Cinisi · Collesano · Contessa Entellina · Corleone · Ficarazzi · Gangi · Geraci Siculo · Giardinello · Giuliana · Godrano · Gratteri · Isnello · Isola delle Femmine · Lascari · Lercara Friddi · Marineo · Mezzojuso · Misilmeri · Monreale · Montelepre · Montemaggiore Belsito · Palazzo Adriano · Palermo · Partinico · Petralia Soprana · Petralia Sottana · Piana degli Albanesi · Polizzi Generosa · Pollina · Prizzi · Roccamena · Roccapalumba · San Cipirello · San Giuseppe Jato · San Mauro Castelverde · Santa Cristina Gela · Santa Flavia · Sciara · Scillato · Sclafani Bagni · Termini Imerese · Terrasini · Torretta · Trabia · Trappeto · Ustica · Valledolmo · Ventimiglia di Sicilia · Vicari · Villabate · Villafrati
1. ↑  https://demo.istat.it/?l=it.